# Culicoides albopunctatus
Culicoides albopunctatus är en tvåvingeart som beskrevs av Clastrier 1960. Culicoides albopunctatus ingår i släktet Culicoides och familjen svidknott. Inga underarter finns listade i Catalogue of Life.